# Ruth Sigrid Grafstrom
Ruth Sigrid Grafstrom (geboren 26. April 1905 in Rock Island, Illinois; gestorben 7. September 1986 in St. Augustine, Florida) war eine amerikanische Illustratorin und Modezeichnerin.

## Familie
Grafström war eine Tochter des Landschafts- und Figurenmalers Jonas Olof Grafström (11. Juni 1855–30. März 1933) und dessen Frau, der Künstlerin Anna Elvira (geborene Nelson). Der Vater stammte aus der Provinz Medelpad in Schweden. Ihr Großvater Carl Petter Grafström war Richter am Bezirksgericht. Ihr Vater war im Jahr 1886 nach Portland in Oregon gekommen, um dort die Landschaften des Nordwestens zu malen. Er lebte in den Vereinigten Staaten unter anderem in Spokane, Washington und San Francisco. Anschließend unterrichtete er von 1893 bis 1897 Kunst am Bethany College, und ab Herbst 1897 übernahm er die Leitung der Kunstabteilung am Augustana College in Rock Island. Im Jahr 1904 heiratete er Anna Nelson aus Galesburg. Im Folgejahr wurde die erste gemeinsame Tochter geboren. Das Paar hatte noch eine weitere Tochter Katarina, beide Mädchen waren künstlerisch begabt.

## Leben und Wirken
Grafstrom erhielt ihre erste Ausbildung durch ihren Vater und studierte am Art Institute of Chicago und bei Henri Morisset (1870–1956) an der Académie Colarossi in Paris. Grafstrom wurde bereits 1924, im Alter von 19 Jahren, in die „Art Alliance of America“ gewählt.
Seit 1933 arbeitete sie für die Modezeitschrift Vogue und entwarf viele Titelseiten für das Magazin. Sie war zudem als Illustratorin für das Woman’s Home Companion, The Delineator, Cosmopoitan und andere Magazine tätig. Ihr Zeichenstil, der mehr auf eine farbliche Darstellung gerichtet war, als zu einer rein grafischen, hatte einen großen Einfluss auf die Modeillustration ihrer Zeit. Sie lieferte in den 1930er Jahren regelmäßig Beiträge für Modemagazine und reiste in den 1920er und 1930er Jahren häufig von ihrem Studio in Suffern, New York nach London und Paris, um dort Aufträge zu erledigen. Ihre Illustrationen waren eher malerisch, direkt und frei in der Aussage. Im Jahr 1937 skizzierte sie ein Kleid, das die amerikanische Designerin Muruiel King entworfen hatte. Zu ihren farbigen Illustrationen zählten Kleidungsstücke von Edward Molyneux und Herman Bergdorf. Ihr Stil erinnerte dabei an Werke von Henri Matisse. Nach 1940 erschienen ihre Werke nicht mehr in der Vogue. Grafstroms Arbeit brachte ihr zahlreiche Auszeichnungen und Erwähnungen in jährlichen Ausstellungen des Art Directors Club ein. Sie war Mitglied der Society of Illustrators in New York. 1937 wurde ihr angeboten, in das Who’s Who in American Art aufgenommen zu werden, und 1966 nahm Walt Reed (1917–2015) sie in sein Walt Reed Illustration Archive, The Illustrator in America auf. Nach dem Ende des Zweiten Weltkriegs zog sie sich aus gesundheitlichen Gründen aus diesem Bereich zurück und ging 1949 nach Santa Fe in New Mexico. Später gründete sie ein Atelierhaus in St. Augustine in Florida, wo sie den Rest ihres Lebens verbrachte und in den 1960er und 1970er Jahren als Malerin arbeitete. In ihren letzten Jahren war sie gezwungen, den Rest ihrer Kunstsammlung und ihre Möbel versteigern zu lassen.